# كأس الرابطة الجزائرية للسيدات
كأس الرابطة الجزائرية للسيدات هي مسابقة كرة قدم نسائية تُقام في الجزائر بين الفرق المحلية الوطنية. تم تأسيسها في عام 2016.

## النهائيات
| السنة   | البطل                           | النتيجة      | الوصيف             | الملعب                                   |
| ------- | ------------------------------- | ------------ | ------------------ | ---------------------------------------- |
| 2016–17 | الجمعية الرياضية للجزائر الوسطى | 1–1 (4–3 ج.) | جمعية الأمن الوطني | ملعب أحمد زبانة، وهران                   |
| 2017–18 | جمعية الأمن الوطني              | 0–0 (5–4 ج.) | شباب قسنطينة       | ملعب أحمد زبانة، وهران                   |
| 2018–19 | شباب قسنطينة                    | 2–1          | جمعية الأمن الوطني | ملعب عمر حمادي، الجزائر (مدينة)          |
| 2023–24 | نادي أقبو                       | 4–2          | شباب بلوزداد       | ملعب سالم مبروكي، رويبة، الجزائر (مدينة) |

## الأندية الأكثر تتويجًا
| النادي                          | البطل | الوصيف | ألقاب الفوز | مرات الوصافة |
| ------------------------------- | ----- | ------ | ----------- | ------------ |
| جمعية الأمن الوطني              | 1     | 2      | 2018        | 2017، 2019   |
| شباب قسنطينة                    | 1     | 1      | 2019        | 2018         |
| الجمعية الرياضية للجزائر الوسطى | 1     | 0      | 2017        |              |
| نادي أقبو                       | 1     | 0      | 2024        |              |
| شباب بلوزداد                    | 0     | 1      |             | 2024         |

- شباب قسنطينة (النادي الرياضي القسنطيني سابقًا)

## روابط خارجية
- باللغة الفرنسية Règlement de la Coupe de la ligue - Ligue du Football Féminin